# Kwaito

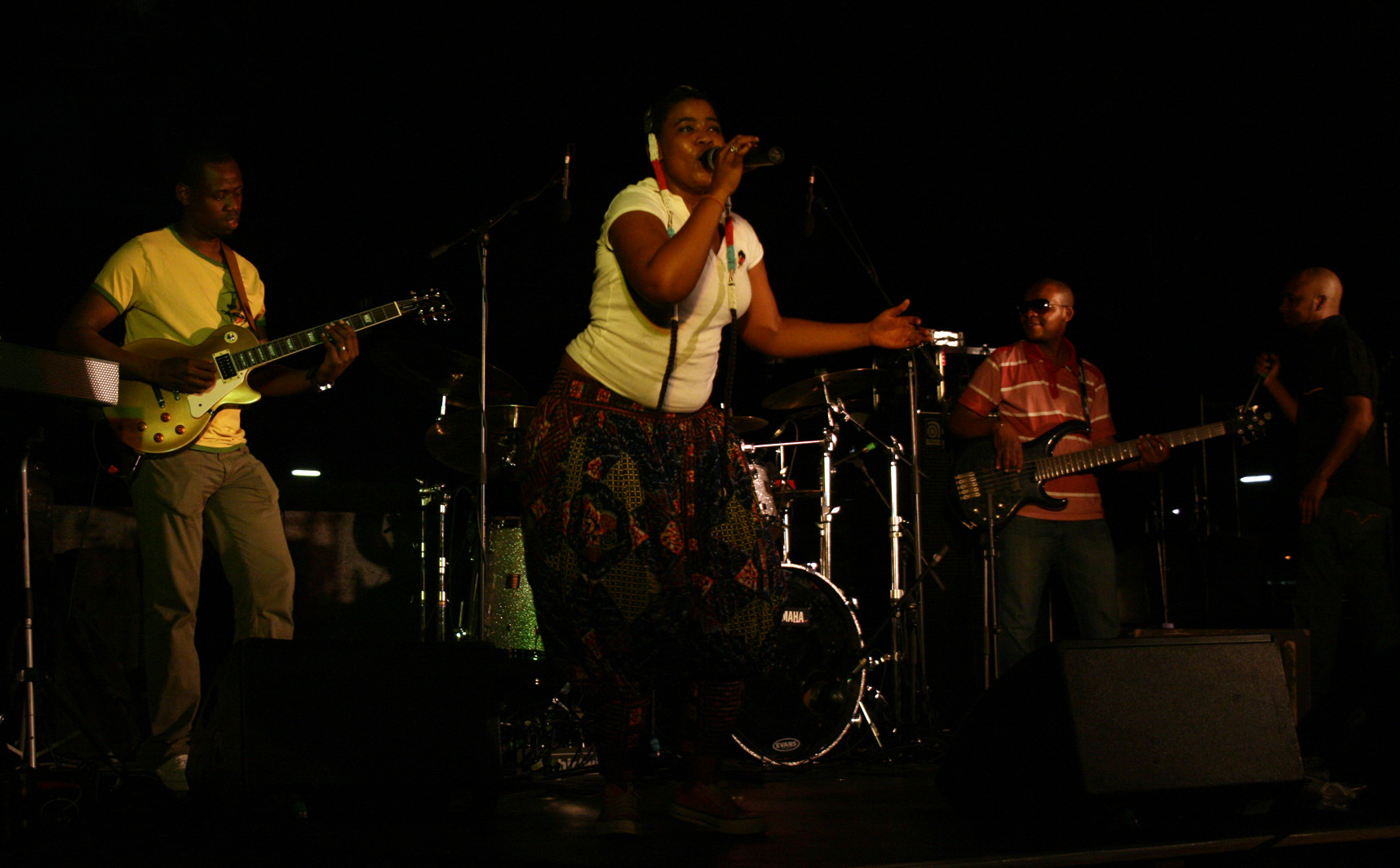
Imagem de cantores cantando no estilo musical Kwaito.

Kwaito é um estilo musical que surgiu em , África do Sul, no início dos anos 90. Tem como base batidas tipo house mais lentas, loops contendo samples de melodias e percussões africanas, um baixo bastante marcado, e letras declamadas ou gritadas, não cantadas ou repadas.
As músicas kwaito são normalmente em línguas indígenas sul-africanas ou em inglês, e uma canção pode ter mais do que uma língua. O nome kwaito deriva da palavra afrikaans kwaai (literalmente “zangado”, em calão “fixe” ou “legal”).

## Artistas
- Zola (Bonginkosi Dlamini)

1. ↑  Ndlovu, Zonke (22 de maio de 2024). «The Dynamic Cultural Legacy of Kwaito Music in South Africa». Metrobaze (em inglês). Consultado em 29 de maio de 2024